# По долинам и по взгорьям
«По долинам и по взгорьям» («По долинам и  по загорьям», «Партизанская», «Партизанский гимн», «Партизаны Амура») — популярный военный марш времён Гражданской войны. 
С началом Первой мировой войны писатель В. А. Гиляровский написал текст «Марш Сибирского полка». На мотив марша во время Гражданской войны было написано несколько вариантов текста:
- марш Дроздовского полка («Из Румынии походом / Шёл дроздовский славный полк, / Во спасение народа / Исполняя тяжкий долг…», 1918 либо 1919)
- марш Дальневосточных партизан (1922, 1972)

## «Марш Сибирских стрелков» (1915)
Слова: Владимира Гиляровского. Текст опубликован в «Новейшем военном песеннике „Прапорщик“», составленном В. И. Симаковым и выпущенном в Ярославле:
Из тайги, тайги дремучей,

От Амура от реки,

Молчаливой, тёмной тучей

Шли на бой сибиряки.

С ними шла былая слава

Беззаветна и грозна,

Через Вислу переправа

Забайкальцам не страшна.

Ни усталости, ни страха, —

Бьются ночь, и бьются день.

Порыжелые папахи

Лихо сбиты набекрень.

Эх, Сибирь, страна родная,

За тебя мы постоим,

Волнам Рейна и Дуная

Твой поклон передадим.

Нас сурово воспитала

Молчаливая тайга,

Бури грозного Байкала,

Ширь могучего Урала

и Сибирские снега.

Дружно в бой на вражьи станы

Всем идти пришла пора,

С нами слиты атаманы

Волги, Дона и Днепра.
.

## Марш Дроздовского полка (1919)
Основа дроздовских частей — отряд, сформированный полковником М. Г. Дроздовским из добровольцев на Румынском фронте. 11 марта 1918 отряд выступил в поход на соединение с Добровольческой армией, о чём и поется в марше. 25 мая 1918 отряд был включён в состав Добровольческой армии и позднее составил её 3-ю пехотную дивизию.
Марш на слова полковника П. Баторина был заказан командиром полка полковником Туркулом композитору Дмитрию Покрассу в Харькове 27 июня 1919 года и исполнен уже 29 июня на банкете в честь занятия города белыми (газета «Новое русское слово» (США), 6 и 14 декабря 1974 года):
Из Румынии походом

Шёл Дроздовский славный полк,

Во спасение народа

Исполняя тяжкий долг.

Много он ночей бессонных

И лишений выносил,

Но героев закалённых

Путь далёкий не страшил!

Генерал Дроздовский смело

Шёл с полком своим вперёд.

Как герой, он верил твёрдо,

Что он Родину спасёт!

Видел он, что Русь Святая

Погибает под ярмом

И, как свечка восковая,

Угасает с каждым днём.

Верил он: настанет время

И опомнится народ —

Сбросит варварское бремя

И за нами в бой пойдёт.

Шли Дроздовцы твёрдым шагом,

Враг под натиском бежал.

И с трёхцветным русским флагом

Славу полк себе стяжал!

Пусть вернёмся мы седые

От кровавого труда,

Над тобой взойдёт, Россия,

Солнце новое тогда!

Припев:

Этих дней не смолкнет слава,

Не померкнет никогда:

Офицерские заставы

Занимали города!

Офицерские заставы

Занимали города!

## Марш дальневосточных партизан (1922)
Вариант текста П. С. Парфёнова и С. Я. Алымова. Эта песня посвящена 2-й Приамурской дивизии, которая была сформирована после «штурма Волочаевки». Дивизия состояла из трёх полков: 4-го Волочаевского (до этого особого Амурского, то есть штурмового); 5-го Амурского; 6-го Хабаровского. Полки были сформированы до штурма Волочаевки. В песне говорится о боях Красной армии с войсками Приамурского Временного правительства под командованием генерала В. М. Молчанова в районе Спасска, Волочаевки и Владивостока в заключительный период гражданской войны:
По долинам и по взгорьям

Шла дивизия вперёд,

Чтобы с бою взять Приморье —

Белой армии оплот.

Наливалися знамёна

Кумачом последних ран.

Шли лихие эскадроны

Приамурских партизан.

Этих дней не смолкнет слава,

Не померкнет никогда!

Партизанские отряды

Занимали города.

И останутся, как в сказке,

Как манящие огни,

Штурмовые ночи Спасска,

Волочаевские дни.

Разгромили атаманов,

Разогнали воевод

И на Тихом океане

Свой закончили поход.
Вариант «Штурмовые ночи Спасска, Волочаевские дни» впервые появился весной 1922 года, ещё до октябрьского штурма Спасска 1922 года. Тогда имелись в виду первый штурм Спасска в июле 1918 года и большей частью второй штурм в апреле 1920 года.
С 1920 до 1922 года существовал вариант «Штурмовые ночи Спасска, Николаевские дни». Здесь имелись в виду события марта 1920 года в Николаевске.
В книге «Огненные листья», выпущенной Хабаровским книжным издательством в 1972 году к 50-летию со дня окончания Гражданской войны на Дальнем Востоке, эта песня публикуется в несколько ином варианте:

По долинам и по загорьям

Шли дивизии вперёд,

Чтобы с боем взять Приморье,

Белой армии оплот.

Чтобы выгнать интервентов

За рубеж родной страны

И не гнуть пред их агентом

Трудовой своей спины.

Становились под знамёна,

Создавали ратный стан

Удалые эскадроны

Приамурских партизан.

Этих лет не смолкнет слава,

Не померкнет никогда,

Партизанские отряды

Занимали города.

Будут помниться, как в сказке,

Как манящие огни,

Штурмовые ночи Спасска,

Волочаевские дни.

Разгромили атаманов,

Разогнали всех господ

И на Тихом океане

Свой закончили поход.
Кроме того, как писал сам автор песни в рукописи, посвящённой истории создания знаменитого «Партизанского гимна», он «посвящается светлой памяти Сергея Лазо, сожжённого японо-белогвардейцами в паровозной топке».
В 1929 году Ансамбль красноармейской песни Александрова включил «Партизанскую» в свой репертуар, при этом текст Парфёнова был отредактирован поэтом-песенником Сергеем Алымовым. Автором мелодии был назван ротный командир одной из частей Украинского военного округа Илья Атуров, из уст которого Александров услышал мелодию песни. Но в 1934 году в газете «Известия» появилась коллективная статья, в которой указывалось имя подлинного автора — Парфёнова. В номере № 21 за 1934 год журнала «Красноармеец — Краснофлотец» сам Пётр Семёнович рассказал историю создания «Партизанского гимна». Вопрос об авторстве оставался нерешённым, потому что в 1937 году Пётр Семёнович был расстрелян; только в 1962 суд подтвердил авторство Парфёнова.
Известен также вариант этого марша, исполнявшийся в годы Великой Отечественной войны, но восходящий, возможно, к эпохе Гражданской войны. Существует французский, немецкий, испанский, сербский, греческий, китайский, украинский и армянский варианты песни.
Песню учили в школах вплоть до конца советской власти. Иногда она разучивается с детьми и в наши дни.

## Позднейшие варианты

### Песня добровольцев РОА
Слова А. Яковлева. Текст впервые был опубликован в 1943 году в «Песеннике добровольца».

Боевым железным шагом

За полками шли полки

И под славным русским флагом

Блещут грозные штыки

Частым лесом, полем чистым

Их ведёт один приказ:

Чтобы сталинским чекистам

Не хозяйничать у нас!

Против красного засилья

Мы идём в жестокий бой

«Возрождённая Россия» -

Вот наш лозунг боевой!

Власть чекистов миновала

Враг нигде не устоит

Будет выбит враг с Урала

За Уралом будет бит!

Боевым железным шагом

За полками шли полки

И под славным русским флагом

Блещут грозные штыки…

### Югославский вариант
Песня югославских партизан времён Народно-освободительной войны:
| Сербохорватский | Перевод |
| --- | --- |
| По шумама и горама наше земље поносне иду чете партизана, Славу борбе проносе! Партизан сам, тим се дичим То не може бити свак, Умријети за слободу Може само див-јунак! Нека чује душман клети крвави се води рат, Прије ћемо ми умријети Него своје земље дат'! Казнићемо издајице, Ослободит' народ свој, Казаћемо цијелом свијету Да се бије љути бој! Црне хорде нас не плаше, Крв херојска у нас ври, Ми не дамо земље наше Да је газе фашисти! | По лесам и по горам Нашей гордой страны Идут роты партизан, Неся славу воинскую! Партизан я и горжусь этим, Им не каждый может быть. Умереть за свободу Может только великий герой! Пусть знает враг проклятый, Что идёт кровавая война, И лучше умрём мы, Чем свою землю отдадим! Казним изменников, Освободим народ свой, Скажем всему миру, Что идёт лютый бой! Чёрные орды нас не страшат, Кровь героев в нас течёт, Мы не отдадим наши земли, Чтобы их оскверняли фашисты! |

### Болгарский вариант
Песня партизан Народно-освободительной повстанческой армии Болгарии, воевавших в районе Средней-Горы:
По долини и рътлини

По средногорски върхове

Бродим млади партизани

Все народни синове...

И в борбата с фашизма

Така ние ще се калим,

Ще нараснем, ще закрепнем

Ще се сплотим като един.

На германските фашисти

Нищичко не ще дадем.

А пък техните лакеи

С куршум ще наградим.

Със крилете на орлите

Ние летим сред нощта,

Нападаме и рушиме

И се губим без следа...

Опора сме на народа,

Наш поддръжник ни е той,

Че се борим за свобода

Да запазим труда свой.

А над нашите полета

Ново слънце ще изгрей.

В тракторните колелета

Колективът ще запей.

## Интересные факты
- Мелодия песни «По долинам и по взгорьям» являлась позывным широковещательной радиостанции «Тихий океан» (Владивосток). Радиостанция вела передачи на русском языке для моряков и рыбаков Дальнего Востока.
- Часы на здании Владивостокского почтамта (расположен на площади вблизи морского и железнодорожного вокзала) каждый день в полдень вызванивают эту мелодию.
- Французский поэт каталонского происхождения, автор песен Этьен Рода́-Жиль (1941—2004), идеологически близкий к анархо-синдикалистам, написал на мотив «По долинам и по взгорьям» и украинской народной песни «Розпрягайте, хлопці, коней» песню «Makhnovtchina» («Махновщина»), посвящённую Нестору Махно и его анархистскому движению.
- Егор Летов в песне «Зомби» цитирует песню «По долинам и по взгорьям»:

По долинам и по взгорьям

Шла дивизия вперёд

Дивизия зомби

Дивизия зомби